# Du style galant au style méchant
Du style galant au style méchant, de son titre complet Petite Histoire lyrique de l’art français : du style galant au style méchant est un cycle de cinq opéras bouffes composés par Germaine Tailleferre sur des livrets de Denise Centore.

## Contexte
Denise Centore, la nièce de Germaine Tailleferre, a parfois résidé chez sa tante. Elles ont commencé à travailler ensemble pour écrire et composer des chansons. À l'occasion d'une commande de la radio française, Germaine Tailleferre se laisse prendre à l'idée de composer des opéras parodiques de format court, où la musique de chacun pastiche le style d'un compositeur différent.
Les cinq opéras sont créés le 28 décembre 1955 à l'ORTF par l'Orchestre de l'ORTF dirigé par Marc Vaubourgoin. Chaque opéra dure à peu près un quart d'heure.

## Orchestration
L'effectif nécessaire consiste en percussions, cuivres, vents, cordes pincées (harpe et clavecin) et cordes frottées (violons, altos, contrebasses et violoncelles).

## Reprise
Une représentation de quatre des cinq opéras bouffes a eu lieu à l'Opéra de Limoges du 11 au 13 novembre 2014. L'ensemble est mis en scène par Marie-Ève Signeyrole sous le titre L'Affaire Tailleferre, présenté comme les pièces d'un procès. Il est joué par l'Orchestre de Limoges et du Limousin dirigé par Christophe Rousset. Un web-documentaire pédagogique, Autour de l'affaire Tailleferre, accompagne le spectacle.
Quatre des cinq opéras bouffes ont été mis au programme du baccalauréat 2016-2017-2018, option musique.  Le cinquième opéra, Une Rouille à l'Arsenic est pourtant la clé pour comprendre ce cycle d'opéras de poche. Cependant, la partition de ce dernier a été perdue.

## Les cinq opéras

### La Fille d'opéra
Cet opéra est écrit dans le style de Jean-Philippe Rameau, compositeur de la période Baroque.
| Personnage   | Voix      | Création (28 décembre 1955) |
| ------------ | --------- | --------------------------- |
| Pouponne     | soprano   |                             |
| Mistouflet   | ténor     |                             |
| La Mère      | contralto |                             |
| Le Père      | basse     |                             |
| Le Merlan    | trial     |                             |
| Le Bottier   | ténor     |                             |
| L'Inspecteur | baryton   |                             |

### Le Bel Ambitieux
Le Bel Ambitieux est un opéra bouffe court en un acte de Germaine Tailleferre, sur un livret de Denise Centore. Il imite le style de Gioachino Rossini, compositeur romantique. L'orchestre de poche est composé de flûte, hautbois, clarinette, basson, deux cors, trompette en ut, timbales, harpe, cordes.
Clémentine de l'Estourbie et Alphonse de Palpébral sont amants. Alphonse veut se suicider à cause de ses dettes, ou bien fuir à Venise, et propose d'y emmener Clémentine, lorsque le petit Jacques introduit le baron Pschutt, qui explique à Alphonse comment écrire un livre à succès. Soudain, au grand désespoir de Clémentine, sa propre fille, Euphrasie, vient chanter un joyeux anniversaire à sa mère pour ses 42 ans, et Alphonse est étonnée d'apprendre cela, et de voir qu'Euphrasie n'est pas un nourrisson. Alphonse demande alors à Clémentine d'épouser Euphrasie, après avoir vérifié la taille de la dot. L'opéra se termine sur une ode à l'ambition.
Cet opéra est repris le 11 novembre 2014 à l’Opéra-Théâtre de Limoges, par l’Orchestre de Limoges et du Limousin, sous la direction de Christophe Rousset, dans une mise en scène de Marie-Ève Signeyrole.
| Rôle                                 | Voix          |
| ------------------------------------ | ------------- |
| Alphonse de Palpébral, bel ambitieux | baryton       |
| Clémentine de l'Estourbie            | soprano       |
| Le baron Pschutt                     | basse         |
| Euphrasie de l'Estourbie             | mezzo-soprano |
| Petit Jacques                        | ténor         |

### Monsieur Petitpois achète un château
Cet opéra imite le style de Jacques Offenbach, figure de l'opéra-bouffe.
| Personnage | Voix    | Création (28 décembre 1955) |
| ---------- | ------- | --------------------------- |
| Cunégonde  | soprano |                             |
| Éloïse     | soprano |                             |
| Adelestan  | ténor   |                             |
| Oreste     | basse   |                             |
| Petit Pois | baryton |                             |
| Le Duc     | basse   |                             |
| Le Notaire | ténor   |                             |

### La Pauvre Eugénie
Cet opéra est écrit dans le style de Gustave Charpentier.
| Personnage        | Voix      | Création (28 décembre 1955) |
| ----------------- | --------- | --------------------------- |
| Eugénie           | soprano   |                             |
| Titine            | soprano   |                             |
| Paula             | soprano   |                             |
| La Patronne       | contralto |                             |
| Gégène            | ténor     |                             |
| Le Patron Ernesse | baryton   |                             |

### Une Rouille à l'Arsenic
Cet opéra est écrit dans le style de la musique populaire des années 1950. La partition a été perdue à la Radio mais deux numéros sont à la bibliothèque de la Radio:  « La Gagneuse » (Java) et « La Chanson de Paolo la Bafouille », qui a été enregistrée par la suite sous le titre « La Rue Chagrin » dans les années 50.  Cette histoire de gangsters et de prostituées est importante pour comprendre la notion de "méchant" dans le titre, ainsi que l'ouverture de Tailleferre vers la musique populaire de son temps.